# Frank Berblinger
Frank Berblinger (* 13. Januar 1977 in Freiburg im Breisgau) ist ein deutscher Handballtrainer und ehemaliger Spieler. Seine Körpergröße beträgt 1,76 m. Berblinger wurde meist auf Rechtsaußen eingesetzt.

## Karriere
Frank Berblinger begann in seinem Heimatort Kenzingen mit dem Handballspiel. Später kam er zum TuS Schutterwald, wo er in der 2. Handball-Bundesliga debütierte. Mit den Männern aus der Ortenau stieg er 1996 in die 1. Handball-Bundesliga auf, 1997 ab und 1998 wieder auf. 2000 jedoch wechselte Berblinger zur soeben in die erste Liga aufgestiegenen Eintracht Hildesheim, mit der er aber ebenfalls im darauffolgenden Jahr abstieg. Nach zwei Jahren bei den Domstädtern schloss er sich schließlich der HSG Düsseldorf an. Mit den Rheinländern stieg er 2004 in die erste Liga auf, schaffte in den folgenden Jahren auch stets den Klassenerhalt. Erst 2007 musste Düsseldorf erneut den Gang ins Unterhaus antreten. Zur Saison 2009/10 gelang den Düsseldorfern der erneute Aufstieg in die erste Liga. Am Ende der Saison wechselte Frank Berblinger zum TuS Wermelskirchen. Ab dem Januar 2013 war Berblinger als Spielertrainer beim TuS Wermelskirchen aktiv. Nachdem Wermelskirchen seine Mannschaft zurückziehen musste, lief er ab März 2013 für die 2. Mannschaft vom VfL Eintracht Hagen in der Oberliga auf. Seit dem Sommer 2013 gehört er dem Kader der ersten Mannschaft vom VfL Eintracht Hagen an, die in der 3. Liga antritt. Zur Saison 2015/16 wechselt er zum Solinger Oberligisten TSV Solingen-Aufderhöhe.
Zum Ende seiner Spielerkarriere übernahm Berblinger die 1. Herrenmannschaft seines alten Vereins TuS Wermelskirchen im Dezember 2016 als Trainer in der Verbandsliga, die er bis 2019 trainierte. 2018 wurde die Handballabteilung des TuS in die HSG Bergische Panther eingegliedert und die TuS-Mannschaft wurde zur 2. Mannschaft der HSG. Im Anschluss wurde er im Juli 2019 Trainer des Regionalligisten HG Remscheid, bei dem er bereits im März 2020 entlassen wurde. Zur Saison 2020/21 übernahm er die Mannschaft der TSV Bonn rrh., die ebenfalls in der Regionalliga angesiedelt ist. Zur Saison 2024/25 übernahm er den Drittligisten TV Korschenbroich.
Frank Berblinger hat sechs Jugendländerspiele für Deutschland bestritten und wurde 2015 im Rahmen der Solinger Stadtmeisterschaften als Spieler des TSV Aufderhöhe zum besten Solinger Amateurhandballer gewählt.